# Етилванілін
Етилванілін (етилванілаль, арованілон) — безбарвні голчасті кристали із запахом ванілі з квітковим відтінком. Це ароматичний альдегід, близький до ваніліну за наявністю додаткової вуглецевої групи. Він широко використовується завдяки своєму ванільному аромату в парфумерній та смаковій промисловості.

## Історія
Етилванілін — це синтетична ароматична молекула, яка використовується з 1920-х років у парфумерії, а з 1930-х років — у харчових продуктах  .

## Запах
Етилванілін має схожий на ваніль запах із солодкуватим відтінком. Його ароматна інтенсивність в 2-4 рази більша ніж у ваніліну. З іншого боку, він має гіркий смак у великих дозах  .

## Хімія
За лінійною формулою {\displaystyle {\ce {C2H5OC6H3(OH)CHO}}} етилванілін близький за будовою до ваніліну. Відрізняється заміщенням метильної групи {\displaystyle {\ce {(-CH3)}}} на ефірному зв'язку етиловою групою {\displaystyle {\ce {(-CH2-CH3)}}}.
Цей альдегід погано розчиняється у воді (1 г на 100 мл при 50°C), розчиняється в етанолі, ефірі, гліцерині та хлороформі  .
У розчині в присутності заліза та інших лужних сполук альдегід набуває червоного кольору і втрачає свій запах  .

## Використання

### Харчування
Етилванілін є штучним ароматизатором . Етилванілін широко використовується в харчовій промисловості як смаковий компонент, використовується для посилення «фруктових» і «шоколадних» нот . Наприклад: для ароматизації пакетиків «ванільного» цукру (не плутати з «Натуральним ванільним цукром», в якому є ванілін зі стручків ванілі), або нуги. Завдяки такій нормативній ознакі (належність до штучних ароматизаторів) етилванілін відносно мало використовується в харчовій промисловості. На додаток до виключення застосування в PLF (свіжі молочні продукти), його використання майже нульове в напоях (проблеми з розчинністю та органолептичні нотки).[джерело?]

### Парфумерія
Перша поява цієї суміші в парфумерії датується 1921 роком, коли Жак Герлен додав кілька крапель етилваніліну до парфумів Jicky , щоб побачити, що це дасть. З тих пір він широко використовується в парфумерних композиціях .

## Синтез
Існує 3 шляхи синтезу:
- з гетолу, молекули, близької до гваяколу, у присутності N, N-диметил-4-нітрозоаніліну та уротропіну  ;
- шляхом конденсації гетолу (1) з гліоксиловою кислотою з подальшою реакцією окислення;
- реакцією гетолу з оцтовою кислотою в присутності сірчаної кислоти як каталізатора.